# Københavns Lufthavn Station (Øresundsbanen)
 For alternative betydninger, se Københavns Lufthavn Station. (Se også artikler, som begynder med Københavns Lufthavn Station)
Københavns Lufthavn Station er en underjordisk jernbanestation beliggende under Terminal 3 i Københavns Lufthavn, Kastrup på det østlige Amager. Stationen betjente i 2010 hver dag cirka 22.700 passagerer. Den ligger på Øresundsbanen mellem København og Malmø C og betjenes af Øresundstog, InterCityLyn og tog til/fra Stockholm.
I forbindelse med indvielsen af metroens tredje etape fik lufthavnen fra 28. september 2007  tillige en metrostation over jorden ved navn 'Lufthavnen', men nu (som jernbanestationen) kaldet Københavns Lufthavn Station.

## Historie
Stationen, én etage under Terminal 3, blev sammen med Terminal 3 indviet den 27. september 1998 af Kronprins Frederik med de officielle snoreklip ved et VIP-arrangement . Stationsanlægget, med et samlet areal på omkring 5.000 m², blev konstrueret i perioden 1993-1998 og udgifterne forbundet med byggeriet løb op i godt 150 mio. kroner .
Fra den 3. januar 2007 frem til og med udgangen af juni 2007  kørte DSB en forsøgsordning med informationsvagter, som bemandede togperronerne på stationen fra tidlig morgen til sen aften for bl.a. at tilbyde passagererne assistance med vejledning og hjælp med at få bagage ind og ud af togene, så ind- og udstigning og afgang gled hurtigere og lettere. Resultatet gav flere rettidige togafgange til og fra stationen, så togenes rettidighed blev øget til 92,2 pct. og der samtidig skete en kraftig reduktion i antallet af lommetyverier.
4. januar 2016 indførtes der midlertidig grænsekontrol for indrejse til Sverige, hvilket betød, at togpassagerer der skulle den vej måtte vise pas eller legitimation på stationen. Da den imidlertid ikke er bygget med henblik på den slags, måtte trafikken måttet ændres og reduceres noget. Passagerer med Øresundstog måtte således skifte tog på stationen i retning mod Sverige men ikke modsat, da der ikke er paskontrol den vej. Desuden kørte InterCity og InterCityLyn tomme mellem København H og klargøringscentret ved stationen i stedet for som hidtil at have stationen som endestation. Enkelte sene InterCity medtog dog passagerer til Lufthavnen.
Fra 7. august 2017 blev det atter muligt at tage InterCity og IntercityLyn fra Lufthavnen og fra 4. september 2017 blev det også muligt dertil. Desuden blev togskiftet og ID-kontrollen for rejser til Sverige ophævet. I stedet holder togene længere på Hyllie Station, den første station på svensk grund, for grænsekontrol.
For InterCity Bornholm til bornholmerfærgen i Ystad og de svenske højhastighedstog X2000 skiftede forholdene flere gange. I første omgang blev kørslen med X2000 til Danmark indstillet, og IC Bornholm blev erstattet med togbusser, der kørte uden stop mellem København H og Ystad. Trafikken med X2000 blev genoptaget 1. marts 2016, men med den ændring at togene kørte ad godssporene udenom stationen i Lufthavnen. I stedet måtte passagerne benytte København H, hvor der var ID-kontrol ved påstigningen. 15. marts 2016 blev IC Bornholm genoptaget med tilsvarende ændringer. IC Bornholm fik atter stop i Lufthavnen fra 30. januar 2017 og X2000 13. februar 2017. IC Bornholm blev indstillet ved køreplansskiftet 10. december 2017.

## Jernbanestationens konstruktion
Undergrundsstationen er designet af tegnestuen Vilhelm Lauritzen Arkitekter med A/S Øresundsforbindelsen som bygherre i samarbejde med Københavns Lufthavne A/S (KLH). Stationen er bygget som en åben sideperronstation (to platforme) med to spor og en 7 meter bred elegant glasoverdækning af banegraven langs hele stationen . Det overordnede mål bag stationens udformning har, ifølge arkitekten, været at skabe indtryk af lethed og tryghed . Der er arbejdet indgående med det arkitektoniske fællestræk, så det lyse, venlige og imødekommende skandinaviske præg tydeligt videreføres fra Terminal 3s rummelighed og gennemgående materialevalg af stål, glas og granit . Hele anlægget foretager en drejning i planet som følge af den valgte linjeføring af jernbaneskinnerne frem mod Øresundstunnelen . Perronvæggene har fået opsat en række støjreducerende hulplader, som med en række billeder viser Øresundsregionens fortrin. Fotograf Lennart Søgård-Høyer har produceret billederne, som er reportageagtigt iscenesat med et indbygget fotografisk logo, som beskueren opfordres til at lokalisere .
Der er anlagt spor uden om stationen, som benyttes af godstog, der af sikkerhedshensyn ikke må køre gennem den underjordiske passagerstation.
DSB har et klargøringscenter til InterCity og InterCityLyn, der ligger i tilslutning til stationen på en kunstig halvø. I centret bliver togene gjort rent, hvilket tager mindre end en time, hvorefter de er nyvaskede og nypudsede.

## Transporttider
Transporttider til og fra jernbanestationen: 
| Til/fra           | Frekvens        | Rejsetid    | Ankomst | Afgang |
| København H       | Hvert 10. minut | 12 minutter | Spor 1  | Spor 2 |
| Malmö C (Sverige) | Hvert 20. minut | 21 minutter | Spor 2  | Spor 1 |
| Helsingør station | Hvert 20. minut | 60 minutter | Spor 1  | Spor 2 |
| Göteborg          | Hver time       | 3:30        | Spor 2  | Spor 1 |
| Stockholm         |                 | 5 timer     | Spor 2  | Spor 1 |

## Antal rejsende
Stationen betjente i 2010 hver dag cirka 22.700 passagerer

### Historiske passagertal
Ifølge Østtællingen var udviklingen i antallet af dagligt afrejsende:
| År   | Antal | År   | Antal  |
| ---- | ----- | ---- | ------ |
| 1998 | 4.840 | 2004 | 7.933  |
| 2000 | 6.514 | 2005 | 9.839  |
| 2001 | 5.268 | 2006 | 11.005 |
| 2002 | 6.837 | 2007 | 9.540  |
| 2003 | 6.898 | 2008 | 8.961  |